# Saudareos
A Saudareos a madarak osztályának papagájalakúak (Psittaciformes) rendjébe és a szakállaspapagáj-félék (Psittaculidae) családjába, azon belül a lóriformák (Loriinae) alcsaládjába tartozó nem.

## Előfordulásuk
Ide tartoznak a Fülöp-szigetekről és Indonéziából származó lórik.

## Rendszerezésük
A Saudareos nemet 2020-ban vezették be az Eos nem testvérkládjaként. Nevét is innen kapta: az indonéz "saudara" szó (azaz "testvér") és az Eos egyesítésével. Típusfaja az ékes lóri (Saudareos ornata). 
A nem három olyan fajt tartalmaz, amelyeket korábban a Trichoglossus nemhez, illetve egy fajt, amit a Psitteuteles nemhez soroltak.
A nem a következő 5 fajt tartalmazza: 
- Sula-szigeteki lóri (Saudareos flavoviridis), korábban Trichoglossus flavoviridis
- Íriszlóri (Saudareos iris), korábban Psitteuteles iris vagy Trichoglossus iris
- Mindanaói lóri (Saudareos johnstoniae), korábban Trichoglossus johnstoniae
- Meyer-lóri (Saudareos meyeri), korábban Trichoglossus meyeri
- Ékes lóri (Saudareos ornata), korábban Trichoglossus ornatus